# Сераскир
Сераски́р (также сераскер, от осман. سرعسكر‎, тур. Serasker) — главнокомандующий турецкими войсками.
В другом источнике указано что Сераскир — главный начальник действующих войск в Османской империи, который избирался из двух- и трехбунчужных пашей. Османский главный начальник соответствовал генерал-аншефам Вооружённых сил Российской империи. На начало XX столетия — титул военного министра Порты.

## Этимология
Двухсоставное слово с корнями персидским сер — голова, и арабским аскер — солдат, воин, таким образом — глава над солдатами.

## Османская империя
С конца XVI века, после того, как султаны прекратили лично командовать армией, титул носили заместители великого визиря, руководившие войсками. Избирались из двух- и трёхбунчужных пашей, соответствовали российским генерал-аншефам. После реформы армии — военный министр Турции (в 1826—1908 годах). В иерархии кабинета занимал третье место после Великого визиря и шейха аль-ислам.
Список сераскеров:
- Ага Хусейн паша (1826-1827)
- Коджа Хусрев Мехмед-паша (1827-1836)
- Дамад Джорджиан Халил Рифат Паша (1836-1838)
- Дамад Мехмед Саид-паша (1838-1839)
- Дамад Джорджиан Халил Рифат Паша (1839-1840)
- Мустафа Нури паша (1840-1842)
- Хафиз Мехмед-паша (1842-1843)
- Дарбхор Мехмед Решид-паша (1843 г.)
- Хасан Риза Паша (1843-1845)
- Сулейман Рефет-паша (1845-1846)
- Коджа Хусрев Мехмед-паша (1846-1847)
- Дамад Мехмед Саид-паша (1847-1848)
- Хасан Риза Паша (1848-1849)
- Дамад Мехмед Али-паша (1849-1851)
- "Мютерджим" Мехмед Рюшди-паша (1851-1853)
- Дамад Мехмед Али-паша (1853-1854)
- Хасан Риза Паша (1854-1855)
- "Мютерджим" Мехмед Рюшди-паша (1855)
- Хасан Риза Паша (1855-1857)
- Мюхендис Мехмед Камил-паша (1857 г.)
- "Мютерджим" Мехмед Рюшди-паша (1857 г.)
- Хасан Риза Паша (1857-1861)
- Мехмед Намик-паша (1861 г.)
- "Мютерджим" Мехмед Рюшди-паша (1861-1863)
- Мехмед Рашид-паша (1863 г.)
- Кечеджизаде Фуат Паша (1863 г.)
- Ибрагим Халил-паша (1863 г.)
- Хусейн Авни Паша (1863-1866)
- Ширпанлы Абдулкерим Надир-паша (1866 г.)
- Хасан Риза Паша (1866-1867)
- "Мютерджим" Мехмед Рюшди-паша (1867-1869)
- Мехмед Намык-паша (1869)
- Хусейн Авни Паша (1869-1871)
- Ахмед Эсад-паша (1871-1872)
- Ширпанлы Абдулкерим Надир-паша (1872 г.)
- Фосфор Мустафа Сидки Паша (1872)
- Мехмед Явер-паша (1872 г.)
- Ахмед Эсад-паша (1872-1873)
- Хусейн Авни Паша (1873-1874)
- Ширпанлы Абдулкерим Надир-паша (1874-1875)
- Али Саиб Паша (1875 г.)
- Хусейн Авни Паша (1875 г.)
- Хасан Риза Паша (1875-1876)
- Дервиш Ибрагим-паша (1876 г.)
- Ширпанлы Абдулкерим Надир-паша (1876 г.)
- Хусейн Авни Паша (1876 г.)
- Ширпанлы Абдулкерим Надир-паша (1876 г.)
- Мехмед Редиф-паша (1876-1877)
- Махмуд Джелаледдин-паша (1877 г.)
- Мехмед Рауф-паша (1877-1878)
- Истанбуллу Мехмед Иззет-паша (1878 г.)
- Махмуд Джелаледдин-паша (1878 г.)
- Гази Осман-паша (1878-1880)
- Хусейн Хусну-паша (1880)
- Гази Осман-паша (1880-1881)
- Хусейн Хусну паша (1881)
- Гази Осман-паша (1881-1885)
- Али Саиб Паша (1885-1891)
- Гази Осман-паша (1891)
- Мехмед Риза-паша (1891-1908)

## В Крымском ханстве
В Крымском ханстве или орде сераскерами назывались князья ногайских орд — Едисан, Буджак, Едичкул (или Едишкул), Джембойлук. Они возглавляли войска, которые присоединялись к основному войску Крымского хана в большом походе. Часто проводили независимую политику, поддерживали претендентов на ханский престол. 
С другой стороны, Крымский хан часто назначал на эти должности своих младших сыновей. Некоторые, опираясь на ногайских сторонников, впоследствии становились ханами. Сераскиры основных ногайских орд входили в состав Кучюк Дивана (Малый Диван) Крымского ханства (орды).